# Begonia abdullahpieei
Begonia abdullahpieei es una especie de planta de la familia Begoniaceae. Esta begonia es originaria de Malasia. La especie pertenece a la sección Platycentrum, fue descrita en 2005 por la botánica inglesa Ruth Kiew (nacida en 1946, encargada del herbario y biblioteca del Jardín Botánico de Singapur). El epíteto específico es abdullahpieei, que rinde homenaje a un colaborador, Sr. Abdullah Piee.

## Nombre
Begonia abdullahpieei Kiew, 2005
- Distribución: endémica en la península de Malasia (Perak)
- Hábitat: En sombra profunda sobre las rocas en un pequeño arroyo.